# Morti nel 2016/Ottobre
| Questa pagina contiene informazioni ricavate automaticamente dalle voci biografiche con l'ausilio del template Bio e di un bot. L'aggiornamento è periodico e automatico e ricostruisce completamente la pagina. Se manca una persona in questa lista, sei pregato di non aggiungerla, ma accertati piuttosto che la sua voce biografica contenga il template Bio e che i dati anagrafici siano correttamente compilati. Se il template Bio manca, inseriscilo tu stesso o, in alternativa, metti l'avviso {{tmp\|Bio}} che ne segnala la mancanza. Se i dati riportati sono sbagliati, correggi direttamente la voce biografica; le modifiche saranno visibili in questa lista entro pochi giorni. Per chiarimenti vedi il progetto biografie. La lista contiene solo le 182 persone che sono citate nell'enciclopedia e per le quali è stato implementato correttamente il template Bio. Pagina aggiornata al 26 giu 2025. |

- 1º ottobre - Bobby Burnett, giocatore di football americano statunitense (n. 1943)
- 1º ottobre - Paola Campanile, scrittrice italiana (n. 1940)
- 1º ottobre - David Herd, calciatore e allenatore di calcio scozzese (n. 1934)
- 1º ottobre - Erol Keskin, calciatore turco (n. 1927)
- 1º ottobre - Sandra Mantovani, cantante e etnomusicologa italiana (n. 1928)
- 2 ottobre - Gordon Davidson, regista statunitense (n. 1933)
- 2 ottobre - Mary Hesse, filosofa britannica (n. 1924)
- 2 ottobre - Neville Marriner, direttore d'orchestra e violinista britannico (n. 1924)
- 3 ottobre - Corradino Di Stefano, politico italiano (n. 1931)
- 3 ottobre - Jan Kozák, cestista e allenatore di pallacanestro cecoslovacco (n. 1929)
- 3 ottobre - Silvano Tartaglini, rugbista a 15 e arbitro di rugby a 15 italiano (n. 1923)
- 3 ottobre - Mário Wilson, allenatore di calcio e calciatore portoghese (n. 1929)
- 4 ottobre - Brigitte Hamann, scrittrice, storica e biografa tedesca (n. 1940)
- 4 ottobre - Fred Osam-Duodu, allenatore di calcio ghanese (n. 1938)
- 4 ottobre - Gideon Toury, traduttore e linguista israeliano (n. 1942)
- 5 ottobre - Georges Balandier, antropologo e sociologo francese (n. 1920)
- 5 ottobre - Michal Kováč, politico slovacco (n. 1930)
- 5 ottobre - Luisa Massimo, pediatra italiana (n. 1928)
- 5 ottobre - Cameron Moore, cestista statunitense (n. 1990)
- 5 ottobre - Michiyo Yasuda, animatrice giapponese (n. 1939)
- 5 ottobre - Brock Yates, giornalista, sceneggiatore e scrittore statunitense (n. 1933)
- 6 ottobre - Tony Mottram, tennista e allenatore di tennis britannico (n. 1920)
- 6 ottobre - Francesco Sacchi, compositore, arrangiatore e direttore di coro italiano (n. 1937)
- 6 ottobre - Ken Wilburn, cestista statunitense (n. 1944)
- 7 ottobre - Giuseppe Angeli, politico e imprenditore italiano (n. 1931)
- 7 ottobre - Giovanni Campari, allenatore di calcio e calciatore italiano (n. 1927)
- 7 ottobre - Anne Pashley, velocista britannica (n. 1935)
- 7 ottobre - Gonzalo Peralta, calciatore argentino (n. 1980)
- 7 ottobre - Wolfgang Suschitzky, fotografo e direttore della fotografia austriaco (n. 1912)
- 8 ottobre - Guillaume Bieganski, calciatore francese (n. 1932)
- 8 ottobre - Giancarlo Biguzzi, biblista italiano (n. 1941)
- 8 ottobre - Don Ciccone, bassista, chitarrista e musicista statunitense (n. 1946)
- 8 ottobre - Gary Dubin, attore e doppiatore inglese (n. 1959)
- 8 ottobre - Maximiliano Giusti, calciatore argentino (n. 1991)
- 8 ottobre - Jan Gulbrandsen, calciatore norvegese (n. 1933)
- 8 ottobre - Wojciech Kurpiewski, canoista polacco (n. 1966)
- 8 ottobre - Jacob Neusner, storico e teologo statunitense (n. 1932)
- 8 ottobre - Stylianos Pattakos, militare e politico greco (n. 1912)
- 8 ottobre - Giovanni Scognamillo, giornalista, scrittore e attore turco (n. 1929)
- 8 ottobre - Pierre Tchernia, attore, sceneggiatore e regista francese (n. 1928)
- 8 ottobre - Anton Winkler, slittinista tedesco occidentale (n. 1954)
- 9 ottobre - Giorgio Balboni, pittore italiano (n. 1943)
- 9 ottobre - David Every Konstant, vescovo cattolico britannico (n. 1930)
- 9 ottobre - Aaron Pryor, pugile statunitense (n. 1955)
- 9 ottobre - Karl Radermacher, militare tedesco (n. 1922)
- 9 ottobre - Giuseppe Vignola, politico e sindacalista italiano (n. 1925)
- 9 ottobre - Andrzej Wajda, regista, sceneggiatore e direttore artistico polacco (n. 1926)
- 10 ottobre - Kazunari Tanaka, doppiatore giapponese (n. 1967)
- 10 ottobre - Gonzalo Vega, attore messicano (n. 1946)
- 11 ottobre - Patricia Barry, attrice statunitense (n. 1922)
- 11 ottobre - Lars Huldén, scrittore, traduttore e linguista finlandese (n. 1926)
- 11 ottobre - Charles Porter, mafioso e collaboratore di giustizia statunitense (n. 1933)
- 11 ottobre - Vittorio Rossello, ciclista su strada italiano (n. 1926)
- 11 ottobre - Teatao Teannaki, politico gilbertese (n. 1936)
- 12 ottobre - Pietro Diana, pittore, incisore e disegnatore italiano (n. 1931)
- 12 ottobre - Santino Maestri, calciatore italiano (n. 1938)
- 12 ottobre - Renato Ongari, canoista italiano (n. 1935)
- 12 ottobre - Italo Picini, pittore italiano (n. 1920)
- 12 ottobre - Marie-Louise Tenèze, etnologa francese (n. 1922)
- 12 ottobre - Gerhard Wimberger, compositore, direttore d'orchestra e docente austriaco (n. 1923)
- 13 ottobre - Bhumibol Adulyadej, re thailandese (n. 1927)
- 13 ottobre - Luca Boneschi, avvocato e politico italiano (n. 1939)
- 13 ottobre - Héctor Cincunegui, calciatore uruguaiano (n. 1940)
- 13 ottobre - Giovanni Correnti, politico italiano (n. 1940)
- 13 ottobre - Dario Fo, drammaturgo, attore e regista italiano (n. 1926)
- 13 ottobre - Agathe Pembellot, magistrato della Repubblica del Congo (n. 1941)
- 13 ottobre - Primo Sentimenti, calciatore e allenatore di calcio italiano (n. 1926)
- 13 ottobre - Louis Stettner, fotografo statunitense (n. 1922)
- 13 ottobre - Tonino Valerii, regista e sceneggiatore italiano (n. 1934)
- 14 ottobre - Simon Benetton, scultore, pittore e poeta italiano (n. 1933)
- 14 ottobre - Pierre Étaix, comico, attore e regista francese (n. 1928)
- 14 ottobre - Massimo Griffo, scrittore, saggista e giornalista italiano (n. 1932)
- 14 ottobre - Thom Jones, scrittore statunitense (n. 1945)
- 14 ottobre - Aleksandr Vasil'evič Sëmin, calciatore sovietico (n. 1943)
- 14 ottobre - Klym Ivanovyč Čurjumov, astronomo ucraino (n. 1937)
- 15 ottobre - Kengiro Azuma, scultore e pittore giapponese (n. 1926)
- 15 ottobre - Marcel Berger, matematico francese (n. 1927)
- 15 ottobre - Alfredo Campagner, altista italiano (n. 1920)
- 15 ottobre - Lucio Ceva, scrittore e storico italiano (n. 1929)
- 15 ottobre - Quentin Groves, giocatore di football americano statunitense (n. 1984)
- 15 ottobre - Jack Lilja, cestista e allenatore di pallacanestro statunitense (n. 1930)
- 15 ottobre - Benedetto Marzullo, filologo classico e grecista italiano (n. 1923)
- 15 ottobre - Per Rune Wølner, calciatore norvegese (n. 1949)
- 16 ottobre - Anthony Foley, rugbista a 15 e allenatore di rugby a 15 irlandese (n. 1973)
- 16 ottobre - Clyde C. Holloway, politico statunitense (n. 1943)
- 16 ottobre - Giulio Libano, trombettista, arrangiatore e direttore d'orchestra italiano (n. 1923)
- 16 ottobre - Arsen Pavlov, militare russo (n. 1983)
- 16 ottobre - Hugo Romani, compositore e cantante argentino (n. 1919)
- 16 ottobre - Molly Rose, aviatrice e magistrato britannica (n. 1920)
- 16 ottobre - Kigeli V del Ruanda, re ruandese (n. 1936)
- 16 ottobre - Viktor Zubkov, cestista sovietico (n. 1937)
- 17 ottobre - Eddie Applegate, attore televisivo statunitense (n. 1935)
- 17 ottobre - Vincenzino Culicchia, politico italiano (n. 1932)
- 17 ottobre - Cosimo Quarta, filosofo italiano (n. 1941)
- 17 ottobre - Rémi Vogel, calciatore francese (n. 1960)
- 18 ottobre - Anthony Addabbo, attore statunitense (n. 1960)
- 18 ottobre - Sergej Lichačëv, tennista sovietico (n. 1940)
- 18 ottobre - Turki bin Sa'ud al-Kabir, principe e criminale saudita (n. 1991)
- 19 ottobre - Robert Baetens, canottiere belga (n. 1930)
- 19 ottobre - Safet Berisha, calciatore albanese (n. 1949)
- 19 ottobre - Yvette Chauviré, ballerina e attrice francese (n. 1917)
- 19 ottobre - Radu Câmpeanu, politico rumeno (n. 1922)
- 19 ottobre - Luis Echeberría, calciatore spagnolo (n. 1940)
- 19 ottobre - Ester Fiorenza Riposi, partigiana e attivista italiana (n. 1921)
- 19 ottobre - Gary Sprake, calciatore gallese (n. 1945)
- 19 ottobre - Giovanni Steffè, canottiere italiano (n. 1928)
- 19 ottobre - Vladan Tomić, calciatore e allenatore di calcio serbo (n. 1967)
- 20 ottobre - David Bellini, sceneggiatore, regista e autore televisivo italiano (n. 1972)
- 20 ottobre - Hernán Huarache Mamani, scrittore peruviano (n. 1943)
- 20 ottobre - Michael Massee, attore statunitense (n. 1952)
- 20 ottobre - Augusto Palmonari, medico e psicologo italiano (n. 1935)
- 20 ottobre - Russell Riches, cestista australiano (n. 1946)
- 20 ottobre - Junko Tabei, alpinista giapponese (n. 1939)
- 21 ottobre - Richard Cavendish, storico e scrittore britannico (n. 1930)
- 21 ottobre - Jon Cincebox, cestista statunitense (n. 1936)
- 21 ottobre - Constantin Frățilă, calciatore rumeno (n. 1942)
- 21 ottobre - Sergio Guzmán, ostacolista e velocista cileno (n. 1924)
- 21 ottobre - Manfred Krug, attore e cantante tedesco (n. 1937)
- 21 ottobre - Paolo Micolini, politico italiano (n. 1938)
- 21 ottobre - David Pope, cestista statunitense (n. 1962)
- 21 ottobre - Jerry Rullo, cestista statunitense (n. 1923)
- 21 ottobre - Lutz D. Schmadel, astronomo tedesco (n. 1942)
- 22 ottobre - Armando Barducci, ciclista su strada italiano (n. 1926)
- 22 ottobre - Michel Delahaye, attore e critico cinematografico francese (n. 1929)
- 22 ottobre - Steve Dillon, fumettista britannico (n. 1962)
- 22 ottobre - Joop van Oosterom, scacchista e mecenate olandese (n. 1937)
- 22 ottobre - Sheri S. Tepper, scrittrice statunitense (n. 1929)
- 23 ottobre - Pete Burns, cantante, musicista e personaggio televisivo britannico (n. 1959)
- 23 ottobre - Tom Hayden, attivista, politico e saggista statunitense (n. 1939)
- 23 ottobre - Khalifa bin Hamad Al Thani, sovrano qatariota (n. 1932)
- 23 ottobre - Venera Mannanova, sollevatrice russa (n. 1973)
- 23 ottobre - Wim van der Voort, pattinatore di velocità su ghiaccio olandese (n. 1923)
- 24 ottobre - Franco Alfano, giornalista italiano (n. 1940)
- 24 ottobre - Jorge Batlle, politico uruguaiano (n. 1927)
- 24 ottobre - Eddy Christiani, chitarrista, cantante e compositore olandese (n. 1918)
- 24 ottobre - Benjamin Creme, pittore e scrittore scozzese (n. 1922)
- 24 ottobre - Reinhard Häfner, allenatore di calcio e calciatore tedesco orientale (n. 1952)
- 24 ottobre - Lidia Mannuzzu, biologa e fisiologa italiana (n. 1958)
- 24 ottobre - Luciano Marabese, designer italiano (n. 1948)
- 24 ottobre - Bobby Vee, cantante statunitense (n. 1943)
- 25 ottobre - Margit Bara, attrice ungherese (n. 1928)
- 25 ottobre - Ursula Boese, contralto tedesco (n. 1928)
- 25 ottobre - Howard Davies, regista teatrale e regista cinematografico britannico (n. 1945)
- 25 ottobre - Vadim Derbenёv, regista sovietico (n. 1934)
- 25 ottobre - Rino Gioielli, attore italiano (n. 1939)
- 25 ottobre - Paola Montenero, attrice italiana (n. 1951)
- 25 ottobre - Sergio Tesi, politico italiano (n. 1921)
- 25 ottobre - Carlos Alberto Torres, calciatore e allenatore di calcio brasiliano (n. 1944)
- 26 ottobre - Giuseppe Alessandrini, compositore italiano (n. 1923)
- 26 ottobre - Rita Bentley, tennista e hockeista su prato britannica (n. 1931)
- 26 ottobre - Ali Hussein, calciatore iracheno (n. 1961)
- 26 ottobre - Dieter Kurrat, calciatore tedesco (n. 1942)
- 26 ottobre - Luciano Rispoli, conduttore televisivo, autore televisivo e conduttore radiofonico italiano (n. 1932)
- 26 ottobre - Ezio Santarelli, politico italiano (n. 1921)
- 26 ottobre - Samuele Schiavina, ciclista su strada italiano (n. 1971)
- 27 ottobre - Jean Belver, calciatore francese (n. 1921)
- 27 ottobre - Giovanni Giudice, biologo e politico italiano (n. 1933)
- 27 ottobre - Elda Grin, scrittrice e psicologa armena (n. 1928)
- 27 ottobre - Jolanda Insana, poetessa e grecista italiana (n. 1937)
- 27 ottobre - Bill Miller, giavellottista statunitense (n. 1930)
- 27 ottobre - Takahito, principe Mikasa, principe giapponese (n. 1915)
- 28 ottobre - Pierre Ansart, scrittore e sociologo francese (n. 1922)
- 28 ottobre - Roberto Cambiaghi, pilota automobilistico italiano (n. 1947)
- 28 ottobre - John Del Carlo, basso-baritono statunitense (n. 1951)
- 29 ottobre - Norman Brokaw, manager statunitense (n. 1927)
- 29 ottobre - Roland Dyens, chitarrista, compositore e arrangiatore francese (n. 1955)
- 29 ottobre - Pen Sovan, politico cambogiano (n. 1936)
- 30 ottobre - Luigi Fenga, poeta, romanziere e saggista italiano (n. 1928)
- 30 ottobre - Tammy Grimes, attrice e cantante statunitense (n. 1934)
- 30 ottobre - David Nash, allenatore di rugby a 15 e rugbista a 15 gallese (n. 1950)
- 30 ottobre - Don Marshall, attore, doppiatore e regista statunitense (n. 1936)
- 30 ottobre - Xia Meng, attrice e produttrice cinematografica hongkonghese (n. 1933)
- 31 ottobre - Pablo Ansaldo, calciatore e allenatore di calcio ecuadoriano (n. 1935)
- 31 ottobre - Antonio Bellino, politico italiano (n. 1925)
- 31 ottobre - Remo Ceserani, critico letterario italiano (n. 1933)
- 31 ottobre - Eric Christiansen, storico inglese (n. 1937)
- 31 ottobre - Joe Coen, attore statunitense (n. 1947)
- 31 ottobre - Renzo Fossati, imprenditore e dirigente sportivo italiano (n. 1931)
- 31 ottobre - Silvio Gazzaniga, scultore e designer italiano (n. 1921)
- 31 ottobre - Aage Larsen, canottiere danese (n. 1923)
- 31 ottobre - Danilo Soligo, pittore e restauratore italiano (n. 1920)
- 31 ottobre - Vladimir Zel'din, attore sovietico (n. 1915)